# イタリアの国旗
イタリアの国旗は、緑・白・赤の縦三色旗である。イタリア三色旗（Tricolore italiano）とも、単に三色旗（トリコローレ:Tricolore）とも呼ばれる。この旗の意匠はフランスの国旗（トリコロール）を起源とし、19世紀のイタリア統一運動のシンボルとなった。一般的な解釈では、緑は「国土」、白は「雪・正義・平和」、赤は「愛国者の血・熱血」を表す。またフランス国旗由来であるため、緑は「自由」（フランス国旗の青を置き換えたもの）、白は「平等」、赤は「友愛（博愛）」を表すともいう。

## 現行の国旗

1946年-2003年までの国旗。赤や緑の色調が微妙に異なる。

現在のイタリア共和国の国旗は、サヴォイア家による王政の終了によって1946年6月19日から使用され、イタリア共和国憲法の制定に伴って1948年1月1日から正式な国旗となった。1947年12月22日の立憲議会で可決された共和国憲法第12条には、以下のように定められている。
| 「 | 共和国の国旗はイタリア三色旗、すなわち、緑・白および赤の同じ幅の垂直な三つの帯の旗である。 | 」 |

2002年9月18日付および2003年1月17日付の首相府次官通達で、国旗に使用される緑・白・赤の色調についてパントン色番号による規格化がはじめて行われた。すなわち、緑（パントーン18-5642TC）、白（パントーン11-4201TC）、赤（パントーン18-1660TC）というものである。2004年6月2日付の首相府次官通達および2006年4月14日付の首相令によって、緑・白・赤の色調は現行のパントン色番号に改定された。
一般的に採択される縦横比率は2:3であるが、軍隊用旗は正方形（1:1）である。

### 軍艦旗・商船旗
イタリア海軍の軍艦旗は、国旗に海軍の徽章を配したものである。徽章の盾は四分割されており、制海権を握って繁栄した4つの海洋共和国、ヴェネツィア（上左の獅子）、ジェノヴァ（上右）、アマルフィ（下左）、ピサ（下右）をそれぞれ象徴している。城壁冠（en:Mural crown）は、イタリア海軍の起源をローマ帝国と結びつけるために、カヴァニャーリ提督によって1939年に付け加えられた。
イタリア共和国の商船旗（市民用海上旗）は軍艦旗と類似した意匠である。軍艦旗との相違は、城壁冠が無い点、ヴェネツィアの紋章の獅子が剣を持つ代わりに PAX TIBI MARCE EVANGELISTA MEVS （我が福音記者マルコよ、汝に平和を）と銘打たれた書物を持っている点である。

?軍艦旗、縦横比=2:3
軍艦用国籍旗
? 商船旗（市民用海上旗）、縦横比=2:3

## 変遷

### ナポレオン時代

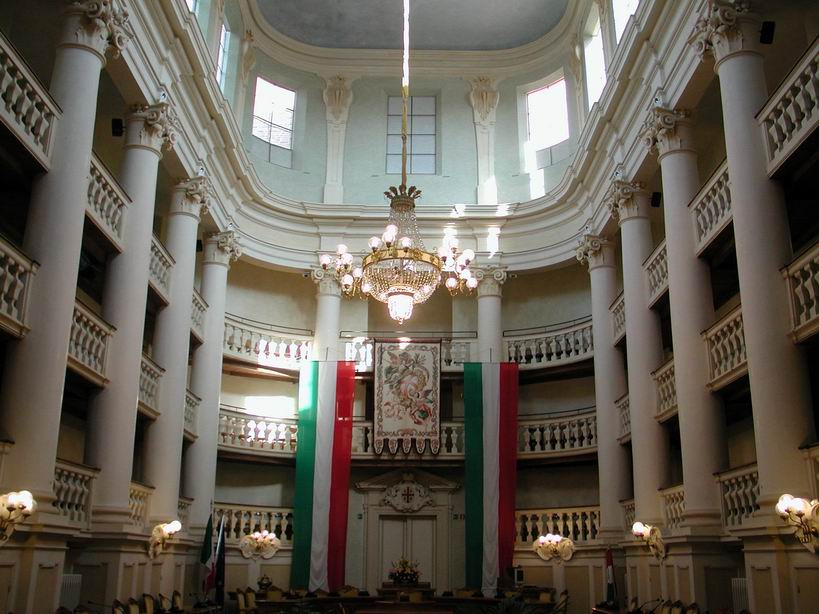
レッジョ・エミリアにあるコムナーレ宮殿の「トリコローレの間」。三色のイタリア国旗が初めて採用された場所である。

緑・白・赤の三色旗（トリコローレ）が最初に公的に使用されたのは、ナポレオンの影響下で北部イタリアに建国された姉妹共和国の一つ・チスパダーナ共和国であった。1797年1月7日、レッジョ・エミリアで開催されたチスパダーナ共和国議会において、ジュゼッペ・コンパニョーニ（Giuseppe Compagnoni）が緑・白・赤の三色旗を用いることを提案し、これが採択された。これらの色はおそらく赤と白がミラノの旗の色に、緑が民兵の制服の色に由来している。旗は正方形の横三色旗で、白の横帯の中心に、月桂樹で飾られた武器などからなる紋章が配置された。紋章に描かれた4本の矢は、共和国を作った4つの地方を表した。
チスパダーナ共和国は翌年、ミラノのトランスパダーナ共和国（彼らも赤白緑の縦三色旗を用いた）と連合し、チサルピナ共和国が建国された。チサルピナ共和国の国旗として1798年に記章のない正方形のトリコローレが制定され、1802年まで用いられた。また、1799年に独立したルッカ共和国（it:Repubblica di Lucca）ではフランス三色旗に倣い緑を一番上に配した横三色旗を制定し、1801年まで用いた。
1802年、ナポレオンを大統領に推戴してイタリア共和国が建国されると、トリコローレを構成する緑・白・赤を用いた新しい旗が採択された。この国旗は、赤地に白の菱形を置き、その中央に緑の正方形を配したものであった。ナポレオンがフランス皇帝に即位すると、イタリア共和国はイタリア王国となり、共和国時代の旗の中央に金の鷲が配された。この旗は、1814年のナポレオン退位まで用いられた。

?1797年、チスパダーナ共和国の旗
?1798年、チサルピナ共和国の旗
?1802年、ナポレオンのイタリア共和国の旗
?1805年、ナポレオンのイタリア王国の旗

### イタリア統一運動
1848年革命から、イタリア王国が建国される1861年にかけてのイタリア統一運動（リソルジメント）の中で、トリコローレは自由と独立を求める運動のシンボルとなった。サヴォイア家の紋章を取り付けた三色旗は、サルデーニャ・ピエモンテ王国軍の旗として1848年に登場した。サルデーニャ国王カルロ・アルベルトは、ロンバルド・ヴェネツィアの人々に、次のように布告している。「イタリア統一の意思を外部に対してより明らかにするために、われわれはわれわれの部隊を求める。……イタリア三色旗の中央にサヴォイア家の紋章を掲げた部隊を」。
トスカーナ大公国は、1848年の立憲革命によりハプスブルク＝ロートリンゲン家の大紋章のついたオーストリアの旗を廃し、同家の単純化した紋章をとりつけたトリコローレを掲げることになった。しかしながら、イタリア統一に敵対するオーストリアの赤・白・赤の旗の意匠が同家の紋章には含まれているのは注目に値する。1859年、大公国は公的に存続が否決されて、モデナ・パルマの両公国とともに、紋章の無いトリコローレを掲げる中央統合諸州（Province Unite del Centro Italia）に吸収され、1861年のイタリア王国建国とともにその一部となる。
両シチリア王国の旗は、王国の紋章を白地に配したものだが、1848年革命の波の中で立憲君主制を認めた国王フェルディナンド2世は、これに緑と赤の縁取りを加えた旗を定め、1848年4月3日から1849年5月19日まで使われた。1848年1月12日から1849年5月15日まで存続したシチリア暫定政府は、トリコローレにシチリアの象徴である三脚巴（トリナクリア）を配した旗を用いた。

?1848年、サルデーニャ王国の旗、中央はサヴォイア家の紋章
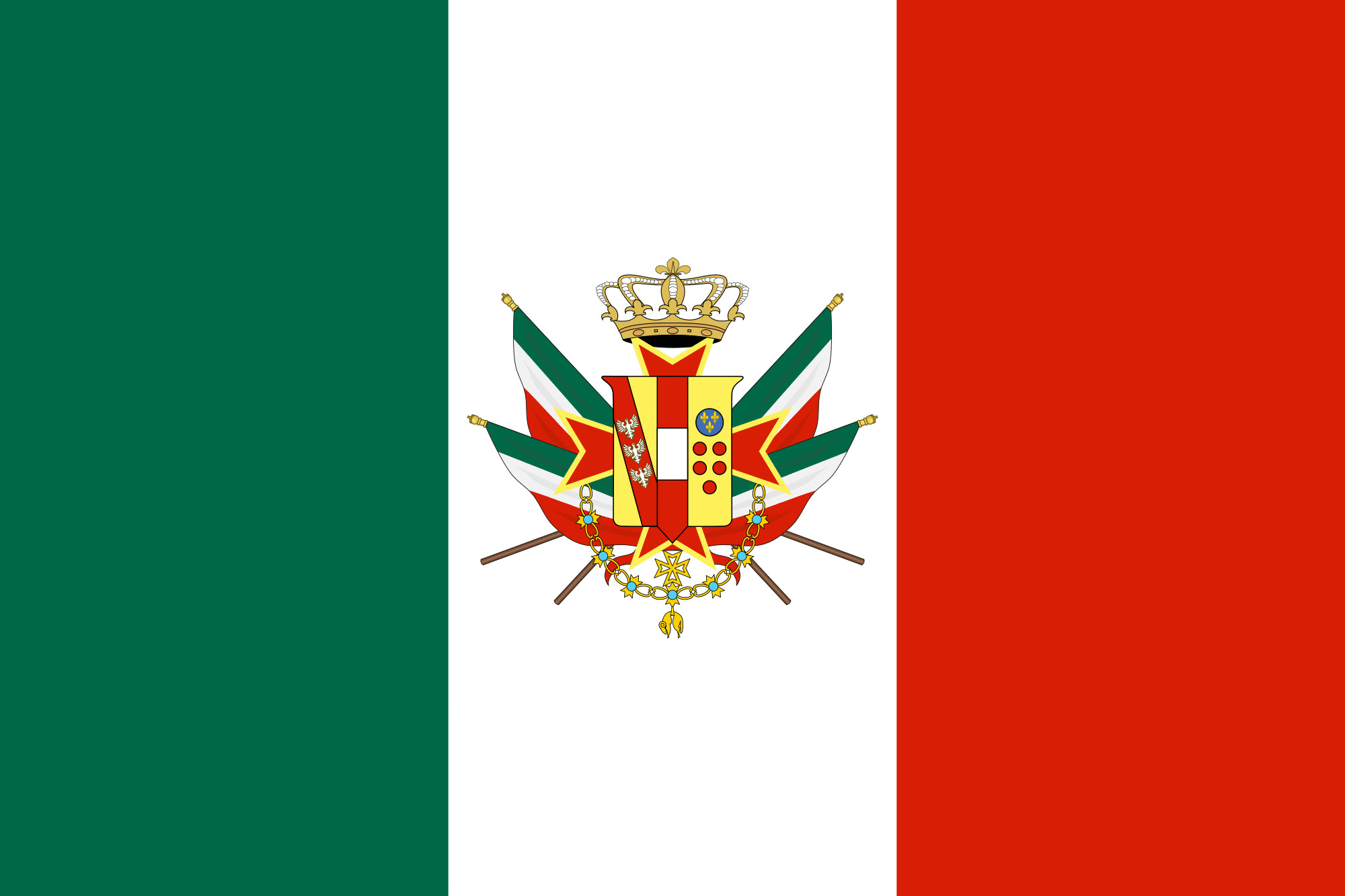
?1848年、トスカーナ大公国の旗、中央はハプスブルク＝ロートリンゲン家の紋章
?1848-49年、両シチリア立憲王国の旗、中央は国章
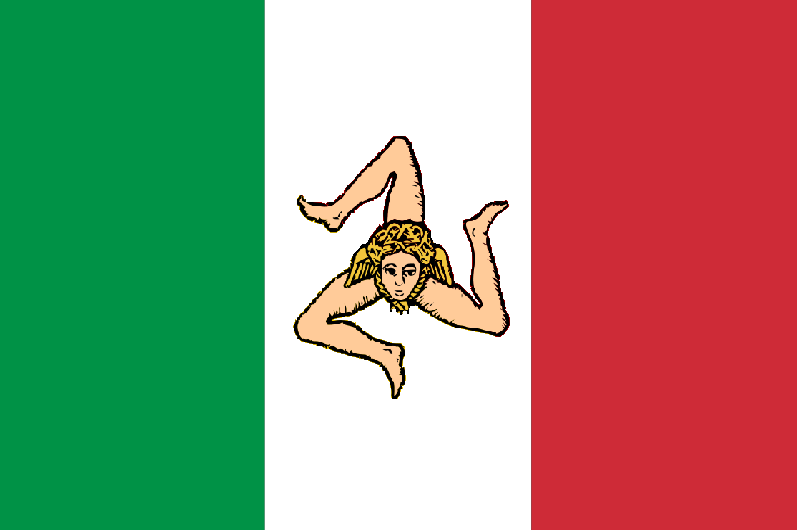
?1848-49年、シチリア独立革命政府の旗

1848年、ロンバルド＝ヴェネト王国ではオーストリアに対する叛乱が発生し、ミラノの5日間ののちロンバルディア臨時政府とヴェネト共和国（サンマルコ共和国）が成立した。かれらが採択した旗もイタリアの独立と統一に関連付けられたものであり、ロンバルディア臨時政府は無紋章のトリコローレ、ヴェネト共和国はトリコローレのカントンにサンマルコの有翼獅子（ヴェネツィア共和国の旗に由来）を取り付けたものであった。
1849年、ローマ共和国は、ヴェネツィアから送られてきたトリコローレを採用し、赤字で DIO E POPOLO （神と民衆）の文字を書き加えた。この国は、教皇国家が機能を停止していた4ヶ月間存続した。

?1848-49年、ヴェネト共和国の旗。
?1849年、ローマ共和国の市民旗。
?1849年、ローマ共和国の軍用旗
?1860-61年、両シチリア王国の旗
?1860年イタリア王国の旗

1860年6月21日、両シチリア王国の旗はトリコローレの中央にブルボン家の紋章を配したものに改められた。この旗は、両シチリア王国がガリバルディの千人隊に敗北し、イタリア王国に取り込まれる1861年3月17日まで使用された。

### イタリア王国（1861-1946年）

?イタリア王国旗（1861-1946）
?イタリア王国旗（別の仕様、1861-1946）
?イタリア王国旗（別の仕様、1861-1946）

1861年4月15日、サルデーニャ王国の国旗は、新たに建国されたイタリア王国の国旗となった。トリコローレの中央にサヴォイア家の紋章を取り付けたこの旗は、1946年6月に王政が廃されるまでの85年間、イタリアの国旗であった。

### イタリア社会共和国（1943-1945年）

?イタリア社会共和国の軍隊用旗、民用旗・政府用旗としては用いられない

1943年から45年にかけて北イタリアに所在した、ベニート・ムッソリーニのイタリア社会共和国（サロ共和国、ナチス・ドイツの傀儡政権）の国旗は、無紋章のトリコローレ（現在のイタリア共和国の旗と同じ）であった。ただし、この国旗は実際にはほとんど使われず、ファスケス（ファッシ、束桿。ファシスト党のシンボル）を掴む銀の鷲をあしらった軍隊用旗がプロパガンダの中で一般的に用いられた。
1945年4月25日、イタリア社会共和国は崩壊し、1年半の短い国家生命を終えた。

## その他の旗章

### 民族の旗

?共産ユーゴスラビア時代のイタリア系人の旗

### 共和国大統領旗
イタリア共和国大統領には、公式の旗がある。現行の大統領旗は、青地の上にナポレオンのイタリア共和国旗（上掲）を置き、金色の国章を配した正方形の旗である。
イタリア王国時代には国王旗が存在したが、共和国建国によって大統領が国家元首となり、国家元首の旗としてはイタリア国旗がそのまま用いられていた。1965年、国防省の主導により、国家元首用に異なる旗を制定する企画が進められた。トリコローレに国章を配するという提案もあったが、メキシコ大統領旗（メキシコ国旗と同じデザイン）と紛らわしいという理由で却下されている。大統領旗は、カラビニエリ（国家憲兵隊）に属するコラッツィエリ（大統領儀仗部隊）司令官が管理している。
イタリア共和国憲法に副大統領に関する規定はないが、憲法86条の規定によって大統領の職務を代行する上院議長（臨時元首）の旗が1986年に制定されている。この旗は、青地に白の四角形を置き、銀色の国章を配した正方形の旗である。
2001年には前大統領の旗も制定されている。大統領旗に準じた意匠で、大統領経験者に対する儀礼を示す装飾が施されている。

?イタリア共和国大統領旗、2000年改訂
?イタリア共和国臨時元首旗、1986年制定
?イタリア共和国前大統領旗、2001年制定

### 空軍の国籍マーク

イタリア空軍の国籍マーク

イタリア空軍は国籍マークとして、1914年以来トリコローレの色を同心円状に配したラウンデルを用いている。ただし、1923年から43年にかけては束桿を円で囲んだものになった。トリコローレにちなむフレッチェ・トリコローリは、世界有数の曲芸飛行チームとして知られる。

## 類似の意匠

イタリアとメキシコの国旗の違い

イタリアの国旗と類似した意匠を持つ国旗として、メキシコの国旗がある。一見、国章の有無が異なるだけと見なされがちであるが、実際には、イタリアの国旗に使われる緑と赤はメキシコの国旗よりも淡い色彩が指定されており、また縦横の比が異なっている。イタリアの国旗の縦横比が2:3であるのに対し、メキシコの国旗は4:7であり、メキシコのほうがより細長い。
イタリアの国旗はフランスの三色旗を起源にしているため、同じくフランスを模したと考えられるいくつかの国の国旗と類似している。アイルランドの国旗（緑・白・橙）も類似の国旗であるが、縦横比が異なっている（1:2）。なお、コートジボワールの国旗（橙・白・緑）はアイルランドの国旗と逆順の縦三色旗であるが、イタリアの国旗と縦横比（2:3）が同じである。また、緑・白・赤の同じ構成色を持つ三色旗にはハンガリーの国旗がある。赤を一番上に置く横三色旗であり、これも縦横比が異なる（1:2）。

アイルランドの国旗
イタリアの国旗
イランの国旗
インドの国旗
クルディスタンの旗
コートジボワールの国旗
タジキスタンの国旗
ドイツノルトライン＝ヴェストファーレン州の旗
ニジェールの国旗
ハンガリーの国旗
ブルガリアの国旗
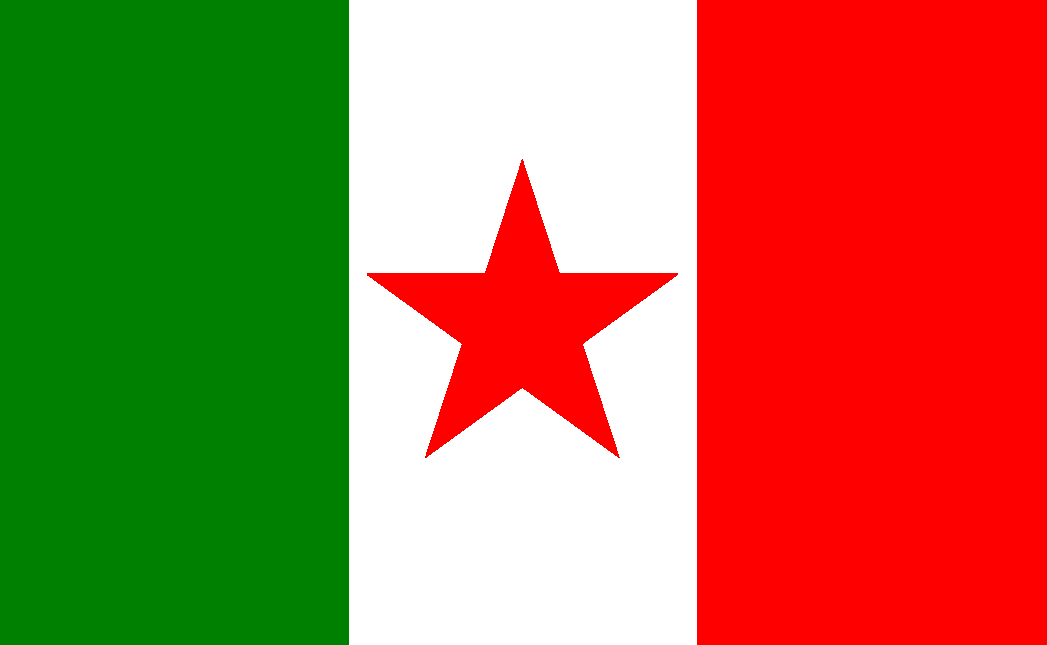
マデシ人権フォーラム（ネパールの地域政党）の党旗
メキシコの国旗